# Theismus
Theismus (gr. θεός theós „Gott“) bezeichnet den Glauben an Götter bzw. eine göttliche Ordnung hinter allem Existierenden im Universum. Spezieller bezeichnet der Monotheismus den Glauben an einen personifizierten und absolutistischen Gott und der Polytheismus den Glauben an mehrere Götter. In dieser Sichtweise bezeichnet der Theismus eine Art Überbegriff für Gottesvorstellungen aller Art. Einer anderen Sichtweise nach entspricht der Theismus einer Vorstellung Gottes, welche (im Gegensatz zum absolutistischen Gott in den monotheistischen Vorstellungen) zwar omnipräsent und „regelgebend“ wirkt, jedoch nicht aktiv in das Weltgeschehen eingreift, bzw. eingreifen kann, da sonst das Prinzip von Actio und Reactio auf der einen und die Existenz des Freien Willens auf der anderen Seite gestört würden. Ein theistisches Weltbild lässt demnach auch die Vorstellung monotheistischer Gottesbilder zu, verneint aber gleichzeitig nicht andere Ausprägungen desselben (absoluten) Gottes. Allah, JHWH und Vishnu schließen sich nach dieser Vorstellung nicht gegenseitig aus. „Monotheismus ist der Glaube an einen einzigen Gott. Theismus ist der Glaube an einen absoluten Gott.“
Ein Teil der theistischen Religionen begreift Gott als Schöpfer der Welt, der sie auch erhält und lenkend in sie eingreift. Darin unterscheiden sie sich vom Deismus, der jeden Eingriff eines Gottes in die Welt bestreitet. Der Gott theistischer Religionen ist überwiegend transzendent; teilweise hat er auch immanente Erscheinungsformen oder Elemente. Er wirkt zwar in der Welt (etwa durch Wunder und Offenbarungen), ist jedoch in der Substanz komplett von ihr verschieden (Dualismus von Schöpfer und Schöpfung). Darin unterscheidet der Theismus sich vom Pantheismus und Panentheismus.
Die Bezeichnung wurde als ein kategorisierender Begriff der Religionsphilosophie in der Aufklärung (18. Jahrhundert) geprägt gegenüber dem Atheismus, aber auch als Abgrenzung zum Deismus.

## Differenzierende Begriffe
Innerhalb des Theismus kann unterschieden werden zwischen
- Monotheismus (es gibt nur einen Gott)
- Henotheismus (es gibt einen höchsten Gott, andere Götter können aber auch verehrt werden)
- Monolatrie (es gibt mehrere Götter, aber es wird nur einer verehrt)
- Polytheismus (es gibt mehrere Götter/Göttinnen); der Polytheismus entspricht aber meist nicht der obigen Definition, da Polytheisten oft keine explizite Schöpfung (im Sinne eines „die Welt aktiv bauen“) kennen und ihre Götter als innerweltliche Mächte verstehen.
  - Sonderform: Bitheismus (es gibt zwei Göttinnen/Götter)
    - Sonderform: Duotheismus (es gibt ein Götterpaar)

  - Sonderform: Tritheismus (es gibt drei Göttinnen/Götter)
    - Polylatrie: die kultisch-religiöse Verehrung einer Vielzahl von Gottheiten und transzendenter Mächte.
- Offener Theismus (englisch: open theism): Es gibt einen liebenden Gott, der aber die Entscheidungsfreiheit der Menschen respektiert und somit ein „Risiko“ eingeht, indem er seine Allmacht und Allgegenwart einschränkt und Kontrolle und Vorhersehbarkeit des menschlichen Handelns aufgibt.[4]

## Theistische Religionen
Theistische Religionen sind u. a.
- Christentum
- Islam
- Hinduismus
- Judentum
- Bahai
- Tengrismus (heute nur gering verbreitet, aber historisch vor allem in türkischen, mongolischen oder anderen zentral-asiatischen Völkern)

sowie einige historische, meist dem Henotheismus zuzuordnende Religionen; unter anderen
- Griechische Religion
- Römische Religion
- Germanische Religion
- Keltische Religion

## Kritik am theistischen Gottesbegriff
Ein wichtiger Einwand gegen den theistischen Gottesbegriff entsteht aus dem Theodizeeproblem. Wenn ein Gott lenkend und leitend in den Lauf der Welt eingreifen kann, so stellt sich die Frage, warum er es dann zulässt, dass Unschuldige großes Leid erfahren. Dabei werden bei diesem Gott die Eigenschaften Allmacht und Allgüte vorausgesetzt.
Ein mögliches Eingreifen eines Gottes in die Welt wird auch deswegen von einigen abgelehnt, weil dies darauf hinausliefe, „aus Gott ein Seiendes neben anderen zu machen“.

## Abgrenzende Begriffe
Der Theismus wird unterschieden von anderen Positionen zur Existenz Gottes oder zum Wesen des Göttlichen, beispielsweise
- von Weltanschauungen, die keiner Götter bedürfen, insbesondere
  - vom Agnostizismus, der die Frage der Existenz oder Nicht-Existenz von Göttern für nicht beantwortet respektive nicht beantwortbar hält
  - vom Ignostizismus, der fordert, dass eine einheitliche Definition für „Gott“ gegeben wird, bevor man die ansonsten sinnlose Frage nach seiner Existenz überhaupt beantworten kann
  - vom Atheismus, der den Glauben an Gottheiten ablehnt oder die Existenz von Gottheiten verneint
  - vom Antitheismus, der Gottheiten bzw. den Glauben daran als schädlich ansieht
  - vom Kosmotheismus, der die Welt als eine Einheit begreift, die sich selbst ordnet, ohne des gewollten Aktes eines Schöpfergottes zu bedürfen
  - vom Nihilismus, der jede Erkenntnismöglichkeit von etwas abstreitet
- von Weltanschauungen, bei denen Gott anders wahrgenommen wird
  - vom Deismus, der zwar einen Gott als Schöpfer der Welt annimmt, aber nicht an seine weitere Einwirkung auf sie glaubt
  - vom Pandeismus, der zwar einen Gott als Schöpfer der Welt annimmt, aber nicht an seine weitere Einwirkung auf sie glaubt, weil Gott in der Schöpfung/Welt aufgegangen sei
  - vom Pantheismus, der die Natur und Gott als vollständig (und seit jeher) identisch ansieht
  - vom Panentheismus, der die Welt als Teil einer sich entwickelnden (bzw. sich selbst erfahrenden) Gottheit sieht
  - vom Paneismus, der an die Existenz einer göttlichen Energie glaubt, ohne sie näher zu definieren[7]
  - von der Theothanatologie, wonach Gott zwar einmal existierte, aber gegenwärtig tot ist und somit nicht mehr in die Welt eingreifen kann

Eine scharfe Abgrenzung ist häufig nicht möglich, da es vielfache Überschneidungen gibt.